# Cch’-si
Císařovna vdova Cch’-si (čínsky v českém přepisu Cch’-si tchaj-chou, pchin-jinem Cíxǐ Tàihòu, znaky 慈禧太后, 29. listopadu 1835 – 15. listopadu 1908, Peking) byla de facto vládkyní dynastie Čching a tedy Číny od roku 1861 až do své smrti v roce 1908.

Po smrti císaře Sien-fenga v roce 1861 se jí v mocenském boji podařilo prosadit jako regentka svého nedospělého syna Caj-čchuna. Ten se sice posléze formálně ujal vlády, ale zemřel mladý v roce 1875, aniž se mu podařilo překonat vliv své matky, která stále zůstávala skutečnou vládkyní. Za dalšího císaře pak byl vybrán Kuang-sü, kterému byly v té době pouhé čtyři roky — vláda Cch’-si formálně maskovaná jako regentství tak pokračovala dál a posléze si ji podržela, i když se Kuang-sü stal formálně císařem.

Císařovna vdova Cch'-si v čínských znacích

## Původ

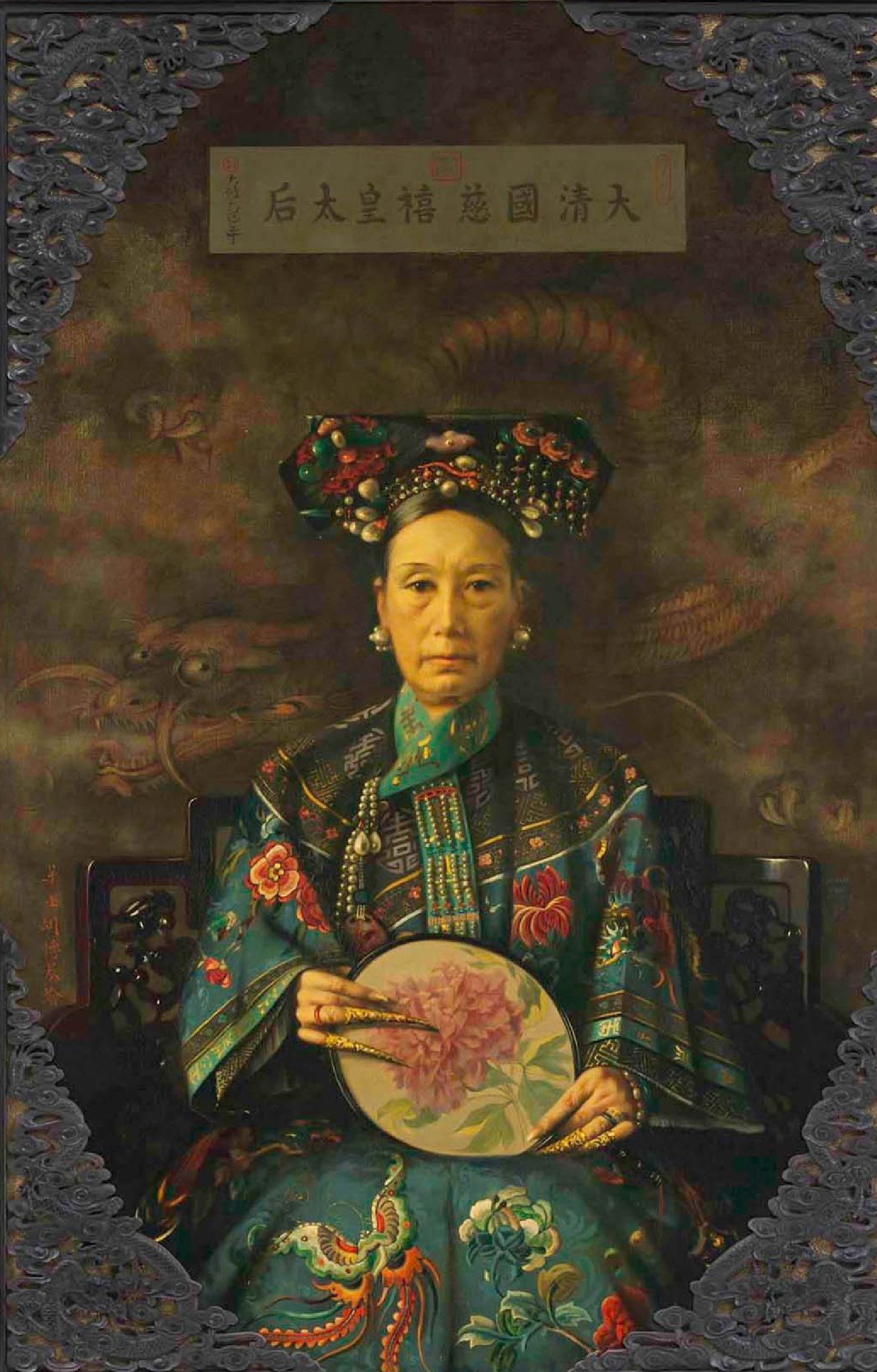
Portrét císařovny vdovy Cch'-si od Huberta Vose (1905)

Cch'-si se narodila v roce 1835 do jedné z nejstarších a nejvýznamnějších mandžuských rodin. Otec Cch'-si byl vysoce postaveným úředníkem za vlády Čching. Cch'-si byla vychována nedaleko pekingského Zakázaného města.

## Vláda
Cch'-si vládla Číně za dynastie Čching mezi lety 1861–1908. Kariéru začala, když byla ve svých 16 letech na jaře roku 1852 vybrána za konkubínu císaře Sien-fenga. Tehdy jako konkubína 6. řádu získala jméno Lan. V roce 1854 ji císař Sien-feng povýšil na konkubínu 5. řádu, přitom byla přejmenována na Ji. V roce 1856 porodila Ji císaři následníka Caj-čchuna. Její postavení u dvora se tak zvýšilo na druhou nejdůležitější ženu – hned po císařově první manželce – císařovně Čen.
Oproti většině ostatním mandžuským konkubínám uměla Cch'-si číst a psát čínsky. Stala se tak pomocnicí v té době již nemocného císaře Sien-fenga. Dostala k důležitým vládním listinám a získala tak přehled v oblasti vlády nad Čínou.
Když během druhé opiové války v roce 1860 spojenecké jednotky Anglie a Francie pronikly do Pekingu, císař Sien-feng společně s manželkou, synem, Ji a většinou císařského dvora uprchli do loveckého sídla v tehdejší provincii Že-che (dnešní Čcheng-te). Po jedenácti měsících života v loveckém sídle císař zemřel na následky nemoci. Císařem se tak stal jeho pětiletý syn Caj-čchun a jeho 8 regentů. Ji v té době neměla žádnou politickou moc, dokonce ani nebyla považována za matku Caj-čchuna. Císařovna Čen však byla dobrou přítelkyní Ji. S její pomocí získala Ji skrze staré soudní dokumenty titul císařovny vdovy a změnila si jméno na Cch'-si (v překladu laskavost a štěstí).

### Převrat Sin-jou
Regentům císaře Caj-čchuna se pozice císařovny vdovy nezamlouvala a byli proti jejím zásahům do politiky, docházelo proto k častým konfliktům mezi Cch'-si a osmi regenty.
Cch'-si začala tajně shromažďovat schopné úředníky, vojáky a další, kteří byli regenty zavrženi. Mezi nimi byli i bratři Sien-fenga: princ Kung a princ Čchun. Ještě v Že-che se jí podařilo zorganizovat převrat Sin-jou, během kterého riskovala život, aby upevnila moc pro sebe a svého syna, Caj-čchuna. Za pomoc s převratem jmenovala Cch'-si prince Kunga princem regentem.
Caj-čchunových osm regentů obvinila z neschopnosti vyjednávat s „barbary“, kteří zapříčinili útok na Peking a nařídila jim odstoupit pod pohrůžkou smrti. Cch'-si začala vládnout „za oponou“ (v čínštině 垂簾聽政).
Když se Cch'-si chopila moci, dynastie Čching už byla v procesu rozpadu. Jedním z problémů byla korupce, dalším napadání cizími státy, které si chtěly přivlastnit území Číny.
Vláda Cch'-si byla komplikována hned několika faktory:
1. Za prvé Cch'-si byla žena, měla tedy v Číně automaticky nižší společenské postavení, než jakýkoliv muž.
2. Za druhé Cch'-si byla mandžuského původu, což bylo pro většinu etnických Chanů trnem v oku.[6]

V roli právoplatné regentky (společně s císařovnou vdovou Čen) vydala Cch'-si dva edikty, první stanovoval dvě císařovny vdovy jako jediné osoby oprávněné rozhodovat ve věcech státu a druhým změnila titul císaře na Tchung-č' (同治, v doslovném překladu společná stabilita).
Čínská vláda zavedla několik reforem, mezi nimi například rozvoj oficiálního ministerstva zahraničí Cung-li Ja-men, obnova regionální armády, modernizace železnic, továren, zbrojnic a zvýšení průmyslové a obchodní produktivity.
Cch'-si sjednotila státní správu a na významné posty dosadila schopné lidi dle svého uvážení. V tomto směru nerozlišovala mezi Chany a Mandžuy a často se raději rozhodla pro schopnějšího Chana. Cch'-si také nechala reformovat edikt, který zakazoval sňatky mezi těmito dvěma etniky.
Když bylo poraženo povstání Tchaj-pchingů, mohla se císařovna soustředit na problémy u dvora. Princ Kchung se měl pod kontrolou většinu Chanské armády a byl předním představitelem Velké rady a ministerstva zahraničí Cung-li Ja-men. Pro císařovnu vdovu tak představoval hrozbu, odebrala mu proto titul prince regenta.

### Reformace Tchung-č'
Císařovna vdova se snažila o restauraci Čchingské dynastie skrze reformaci Tchung-č'. Chtěla zmodernizovat čínskou společnost. Tato modernizace se skládala ze dvou kroků:
1. Westernizace - neboli pozápadnění, převážně v oblasti ekonomiky, armády, kultury a vzdělání
2. Rozvoj - reformy v oblasti politiky, ekonomiky, armády, kultury a vzdělání[6]

Cch'-si se snažila o zlepšování vztahů se západními zeměmi. Potřebovala jejich znalosti ohledně armády či vědy. Čínské vojenské instituce potřebovaly zreformovat. Po vzoru západu začala Čchingská vláda zakládat továrny na výrobu zbraní a munice a od Británie odkoupila válečné lodě, ze kterých poté vzniklo ohromné loďstvo. Objevily se i snahy o modernizaci školství - například posílání čínských studentů na západ nebo zakládání nových škol. V roce 1862 císařovna rozhodla o otevření Tchung-wen kuan, první školy v Číně zaměřené na výuku západních jazyků a západního myšlení.

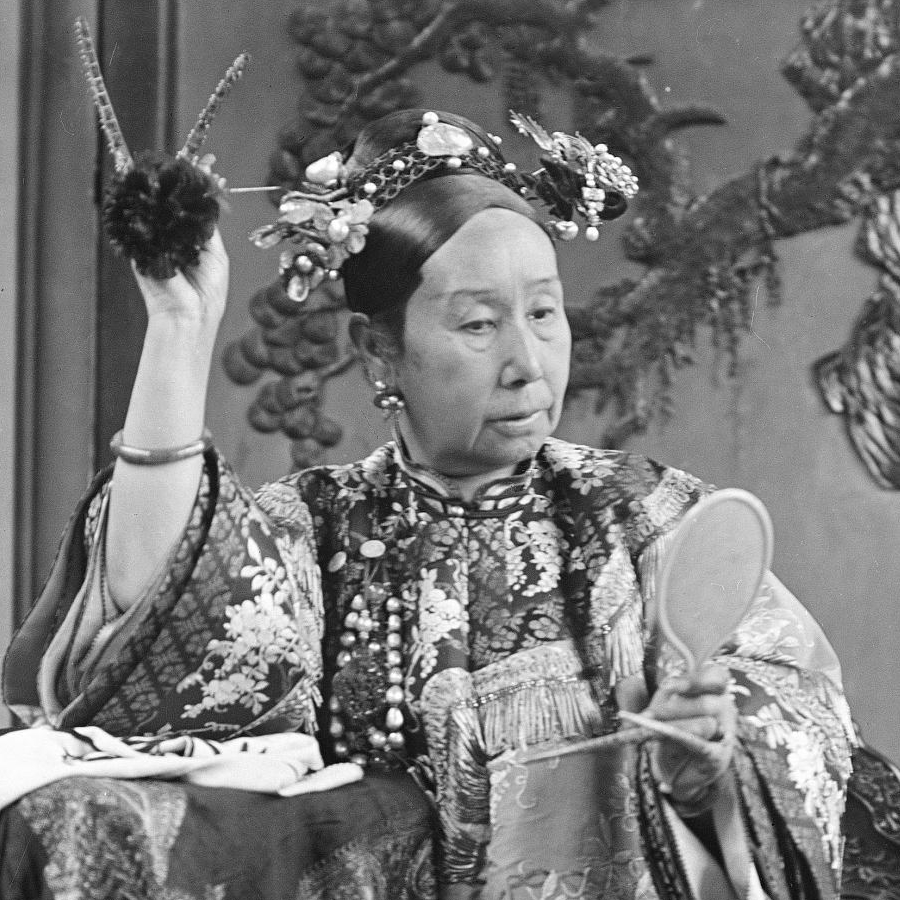
Detail fotografie císařovny vdovy od jejího dvorního fotografa Jü Sün-linga

V listopadu roku 1873 se vlády ujal osobně císař Tchung-č', ovšem neprokázal se jako schopný vládce. Rozhodnutí za něj musely dělat císařovny vdovy a Tchung-č' nedokázal uplatnit svou autoritu. 14. ledna 1875 císař na následky nemoci zemřel.

### Období vlády Kuang-sü
Císař Tchung-č' zemřel bez mužského potomka, bylo tedy třeba rozhodnout, kdo usedne na trůn místo něj. Císařovna vdova Cch'-si se nakonec rozhodla pro svého čtyřletého synovce, Caj-tchiena, kterého adoptovala. Nový císař dostal jméno Kuang-sü, v překladu velkolepé následnictví.
V dubnu roku 1881 náhle zemřela císařovna vdova Čen, zanechala tak Cch'-si v roli vládkyně i matky.
I poté, co Kuang-sü dospěl, vládl vždy s pomocí císařovny vdovy.

### Cch'-si v ústraní
5. března 1889 Cch'-si odstoupila z role regentky, avšak zůstala hlavní představitelkou císařské rodiny. I nadále ovlivňovala císaře v jeho politických rozhodnutích.
V roce 1894 vypukla první čínsko-japonská válka, ve které byla Čína poražena. Císař Kuang-sü chtěl zemi reformovat, věřil, že se Čína může učit od konstitučních monarchií jako bylo Japonsko nebo Německo. V červnu roku 1898 zahájil Sto dní reforem, které měly vést k modernizaci Číny. Cch'-si se však obávala, že by touto reformou mohla přijít o svou absolutní moc a toto hnutí zastavila. V důsledku obvinění císaře ze zrady se Cch'-si vrátila k roli regentky a začala znovu vládnout.

### Boxerské povstání
V roce 1900 vypuklo v severní Číně Boxerské povstání. Cch'-si se povstání zastala a formálně vyhlásila válku západním zemím.
Spojenecké armády se dostaly do Pekingu a obsadily ho. Kvůli invazi Spojenců byl čínský lid takřka jednotný ohledně podpory Boxerského povstání. Cch'-si dostala od Spojenců ultimátum: Čína se měla vzdát a zříct se veškerých svých vojenských a finančních záležitostí ve prospěch cizích zemí. Na to Cch'-si Velké radě sdělila následující: „Teď, když [Mocnosti] zahájily útok, hrozí našemu národu zánik. Pokud bychom teď složili zbraně a vzdali se, nemohla bych se svým předkům po smrti podívat do očí. Máme-li podlehnout zkáze, proč nebojovat do posledního dechu?“ (přeloženo z angličtiny)
Během bojů o Peking byl celý císařský dvůr, včetně císařovny vdovy Cch'-si a císaře Kuang-sü, nucen uprchnout do Si'-anu. Když byl Peking poražen, osmičlenná aliance s Čchingskou vládou dojednala dohodu. Součástí dohody byla záruka, že se Čína nebude muset vzdát žádných dalších území ve prospěch cizích států. Mnoho císařských rádců Cch'-si doporučilo, aby ve válce pokračovala. Cch'-si si však chtěla moc udržet a když se ujistila, že po válce bude moci nadále vládnout, podmínky mocností přijala. Když poté podepsala boxerský protokol, znamenalo to pro celý národ potupu.

### Reformy
V lednu roku 1902 se Cch'-si, císař Kuang-sü, jeho manželka a zbytek císařského dvora vrátili do Pekingu.
Cch'-si začala zavádět rozsáhlé politické reformy. Poslala vyslance do Japonska a Evropy, aby nasbírali informace pro správní reformy v oblasti zákonodárství, vzdělání, struktury vlády a sociální politiky. Mnoho z těchto reforem bylo inspirováno reformami Meidži. Jednou z významných změn bylo například zrušení zkouškového systému v roce 1905.
Císařovna vdova projevila nevídaný zájem o ženy ze západu. Hledala u nich inspiraci pro budoucnost Číny. Podařilo se jí získat relevantní informace ze západu bez toho, aby se nechala ovlivnit konfuciánskou byrokracií. S pomocí těchto informací vytvořila reformy, které v sobě spojovaly čínskou tradici se západní modernizací.

### Smrt císařovny vdovy Cch'-si
Císařovna vdova zemřela v Pekingu v Čung-nan-chaj na následky mrtvice ve věku 72 let 15. listopadu 1908 – tedy den poté, co zemřel císař Kuang-sü na otravu arzénem a co Cch'-si na trůn dosadila nového císaře, Pchu-jiho.
Život císařovny vdovy Cch'-si se stal během následujících desetiletí předmětem mnoha knih. Patří mezi ně dílo nizozemského spisovatele Johana Fabricia Tajný deník čínské císařovny.